# Lebrija (Hiszpania)
Lebrija – miasto w Hiszpanii, w prowincji Sewilla, we wspólnocie autonomicznej Andaluzja.

## Zabytki
- kościół św. Marii (hiszp. Iglesia de Santa Maria de la Olivia), zbudowany na bazie XII wiecznego meczetu almohadzkiego w czasie panowania Alfonsa X Mądrego. Wewnątrz znaleźć można wiele śladów sztuki islamu np. kopułę czy podkowiaste łuki.